# Алматы (гостиница)
«Алматы» — гостиница в Алма-Ате. Расположена по адресу: ул. Кабанбай батыра, 85.

## История

Фасад гостиницы, 1967 год

Гостиница «Алма-Ата» была построена в 1967 году по проекту архитекторов И. А. Картаси, А. Я. Коссова, В. Г. Чиркина, Н. И. Рипинского и инженеров С. И. Каламкарова, А. Броховича и Л. Ширшовой, которые трудились в «Казгорстрйопроект». Подрядчиком строительства был «Минтяжстрой». В 1968 году коллектив авторов удостоен дипломом смотра творчества молодых архитекторов, также за проект им была удостоена премия Совета Министров СССР в 1972 году. 
Это было 8-этажное здание, с проектной мощностью на 520 мест, построено в виде слегка изогнутого лука. В оформлении интерьера использованы монументально-декоративные элементы (художники М. С. Кенбаев, Н. В. Цивчинский). 
В 1996 году здание было реконструировано, а в 2006 продана гостиница была на открытом аукционе компании Astana Group.
После приватизации, в 2007 году, рассматривался вопрос о сносе гостиницы и строительстве на её месте нового современного отеля, однако историческое здание удалось отстоять.
В 2016—2017 годах была проведена масштабная реконструкция гостиницы с восстановлением исторического облика.

## Архитектура
Это восьмиэтажное, вытянутое по горизонтали, плавно изогнутое здание. Главный вход подчеркнут козырьком большого выноса на консолях и монументальным мозаичным панно. Торцевая часть здания решена в виде массивных пилонов. Со стороны северного фасада к зданию пристроен ресторан на высоком цоколе. Основным мотивом композиционного решения фасадов является горизонтальный ритм ограждений лоджий.
В советский период на фасаде здания находились сразу две вывески Алма-Ата и Алматы, однако в 2000 году вывеска Алма-Ата была демонтирована и гостиница была переименована в Алматы. В 2017 году вывеску Алматы заменили на Almaty. 
В 2003 году была произведена замена бледно-голубого стекла, которым были отделаны балконы, на популярный в то время алюкобонд синего цвета. После реконструкции 2017 года гостинице был возвращён исторический облик.

## Статус памятника
В апреле 1992 года здание гостиницы было внесено в Государственный реестр памятников истории и культуры местного значения Алма-Аты, как памятник архитектуры.
10 ноября 2010 года был утверждён новый Государственный список памятников истории и культуры местного значения города Алма-Аты, одновременно с которым все предыдущие решения по этому поводу были признаны утратившими силу. В этом Постановлении был сохранён статус памятника местного значения здания гостиницы. Границы охранных зон были утверждены в 2014 году.

## Управление гостиницей
Первым руководителем гостиницы был Рахимжан Кошкарбаев, участник Великой Отечественной войны, офицер Красной Армии, Народный Герой Казахстана. Р. Кошкарбаев возглавлял гостиницу с момента её основания и до 1988 года, до самой своей смерти, более двадцати лет он оставался её директором.
Вторым руководителем гостиницы был Александр Иванович Чернышев, который возглавлял «Алма-Ату» почти 17 лет, с 1989 по 2005 год, хотя начало карьеры в гостинице берет ещё в 1971 году, когда 22-летний А. Чернышев пришёл работать на должность электрика, а впоследствии вырос до главного инженера. Чернышев был первым и последним выборным директором этой гостиницы. В конце 80-х в стране действовал инициированный Горбачевым Закон «О госпредприятиях». Александра Ивановича на пост директора выбрал коллектив.